# 우즈베키스탄 요리

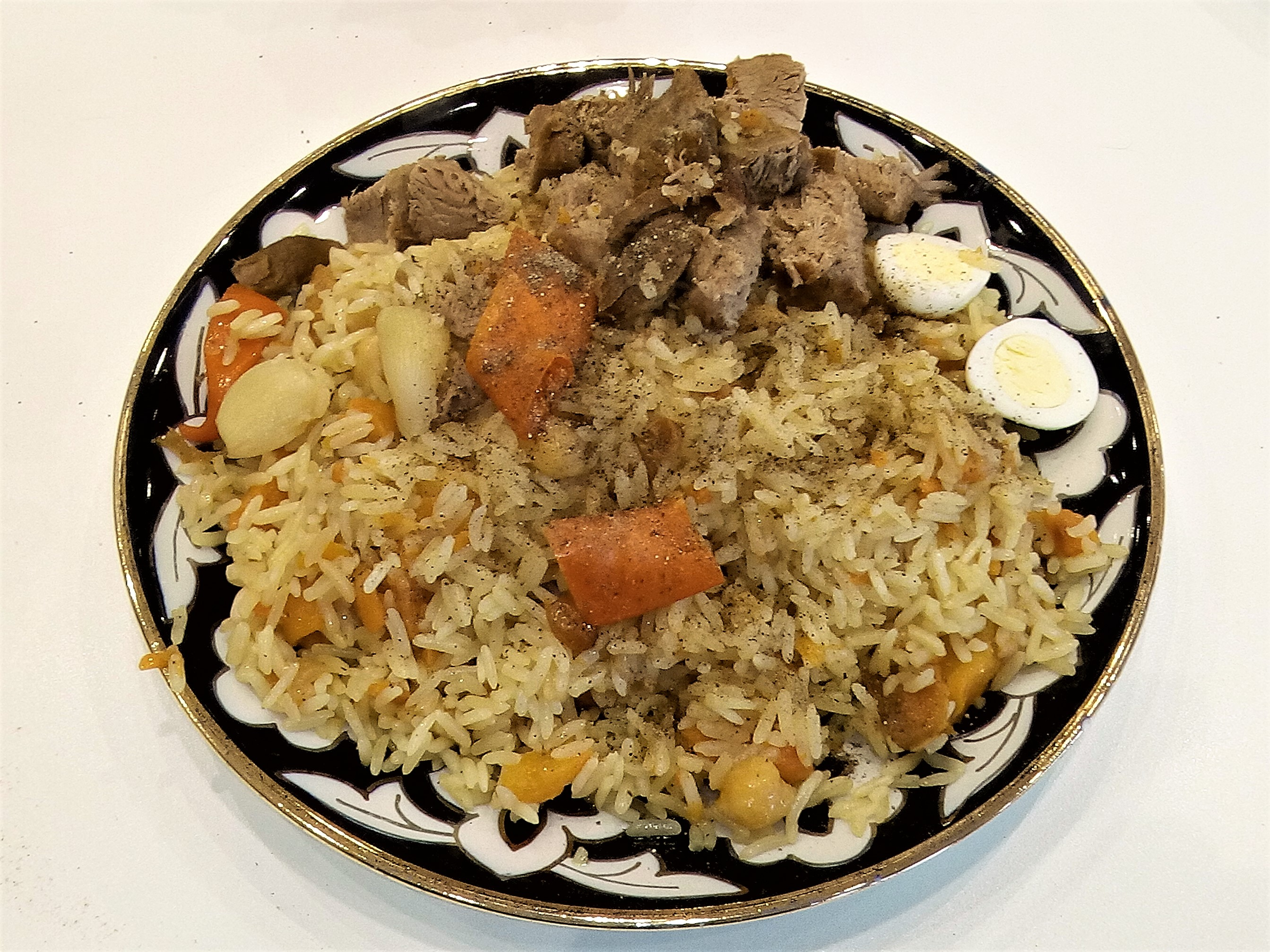
팔로브(오시)

우즈베키스탄 요리(Uzbekistan 料理, 우즈베크어: oʻzbek oshxonasi 오즈베크 오슈호나시)는 중앙아시아에 있는 우즈베키스탄의 요리이다. 중앙아시아의 투르크 사람들로부터 전해진 전통요리이며, 우즈베크를 비롯한 여러 민족들의 요리와 러시아 요리가 곁들여져 있다. 위구르와 우즈베크인들의 국수인 라그만, 양고기와 양의 뼈를 우려낸 수프 쇼르바, 전통 볶음밥인 팔로브(오시), 고기가 들어간 빵인 삼사, 전통 빵인 논 등이 있다.

## 같이 보기
- 중앙아시아 요리